# Canodia pogoda
Canodia pogoda är en fjärilsart som beskrevs av Paul Dognin 1904. Canodia pogoda ingår i släktet Canodia och familjen tandspinnare. Inga underarter finns listade i Catalogue of Life.